# باولو غراسي
باولو غراسي (بالإيطالية: Paolo Grassi)‏ هو رائد ومخرج إيطالي، ولد في 30 أكتوبر 1919 في ميلانو في إيطاليا، وتوفي في 14 مارس 1981 في لندن في المملكة المتحدة.